# Bitwa o Nową Kartaginę
Bitwa o Nową Kartaginę – starcie zbrojne, które miało miejsce w roku 209 p.n.e.

## Przed bitwą
Równocześnie z walkami prowadzonymi przez Hannibala w Italii, zaostrzyła się sytuacja w Hiszpanii, gdzie stały siły kartagińskie dowodzone przez Hazdrubala, Magona i Hazdrubala syna Giskona. Po sukcesach Kartagińczyków w roku 211 p.n.e. oraz śmierci Korneliusza Scypiona, Rzymianie wysłali do Hiszpanii nowe wojska pod wodzą Gajusza Klaudiusza Nerona, które miały połączyć się z siłami legata Lucjusza Marcjusza. 
Kolejny rok przyniósł sukcesy Kartagińczykom, którzy wyparli Rzymian z niemalże całej Hiszpanii. W roku 210 p.n.e. senat rzymski wysłał do Iberii kolejną armię w sile 10 000 piechoty i 2500 jazdy pod wodzą Publiusza Korneliusza Scypiona, który po pokonaniu przeciwnika nad rzeką Ebro w roku 209 p.n.e. wyruszył na stolicę Kartagińczyków w Hiszpanii - Nową Kartaginę. Po wzmocnieniu siły wojska Scypiona wynosiły 25 000 piechoty i 2 500 jazdy wspieranych przez flotę rzymską (ok. 100 okrętów). Stacjonujący w mieście Magon dysponował siłami 1 000 ludzi oraz 2 000 uzbrojonych mieszkańców.

## Bitwa
Po dotarciu do miasta Rzymianie rozłożyli się obozem a flota zajęła stanowiska od strony morza. Do pierwszego starcia doszło już następnego dnia, kiedy to oddział 500 ludzi Magona zaatakował 2 000 Rzymian przygotowujących się do szturmu. Po krótkiej walce Kartagińczycy, ponosząc pewne straty wycofali się do miasta. Równocześnie pozostali legioniści przystawiali drabiny do murów z innej strony, próbując wedrzeć się do środka. Atak zakończył się porażką Rzymian, a wielu z nich poległo spadając z dużej wysokości z drabin. Następnego dnia Rzymianie w większej sile podjęli kolejny szturm. Nowe oddziały w sile 500 ludzi zaatakowały od strony mielizny, gdzie nie było obrony kartagińskiej. Po wejściu na mury, Rzymianie weszli od tej strony do miasta likwidując obrońców i otwierając bramy, przez które wdzierali się pozostali żołnierze. Doszło do masakry ludności i rabunku miasta. Niedobitki obrońców z Magonem na czele po schronieniu się w miejscowej cytadeli, poddały się Rzymianom. Dopiero wówczas Scypion nakazał zaprzestania rzezi. W mieście Rzymianie zdobyli olbrzymie łupy, Kartagińczyków sprzedano w niewolę, natomiast rdzennym Iberyjczykom darowano wolność, dzięki czemu większość miejscowych plemion przeszła na stronę Scypiona.

## Literatura
- Bernard Nowaczyk: Kartagina 149–146 p.n.e., Wyd. Bellona, Warszawa 2008.